# Ibá de Oçânhim

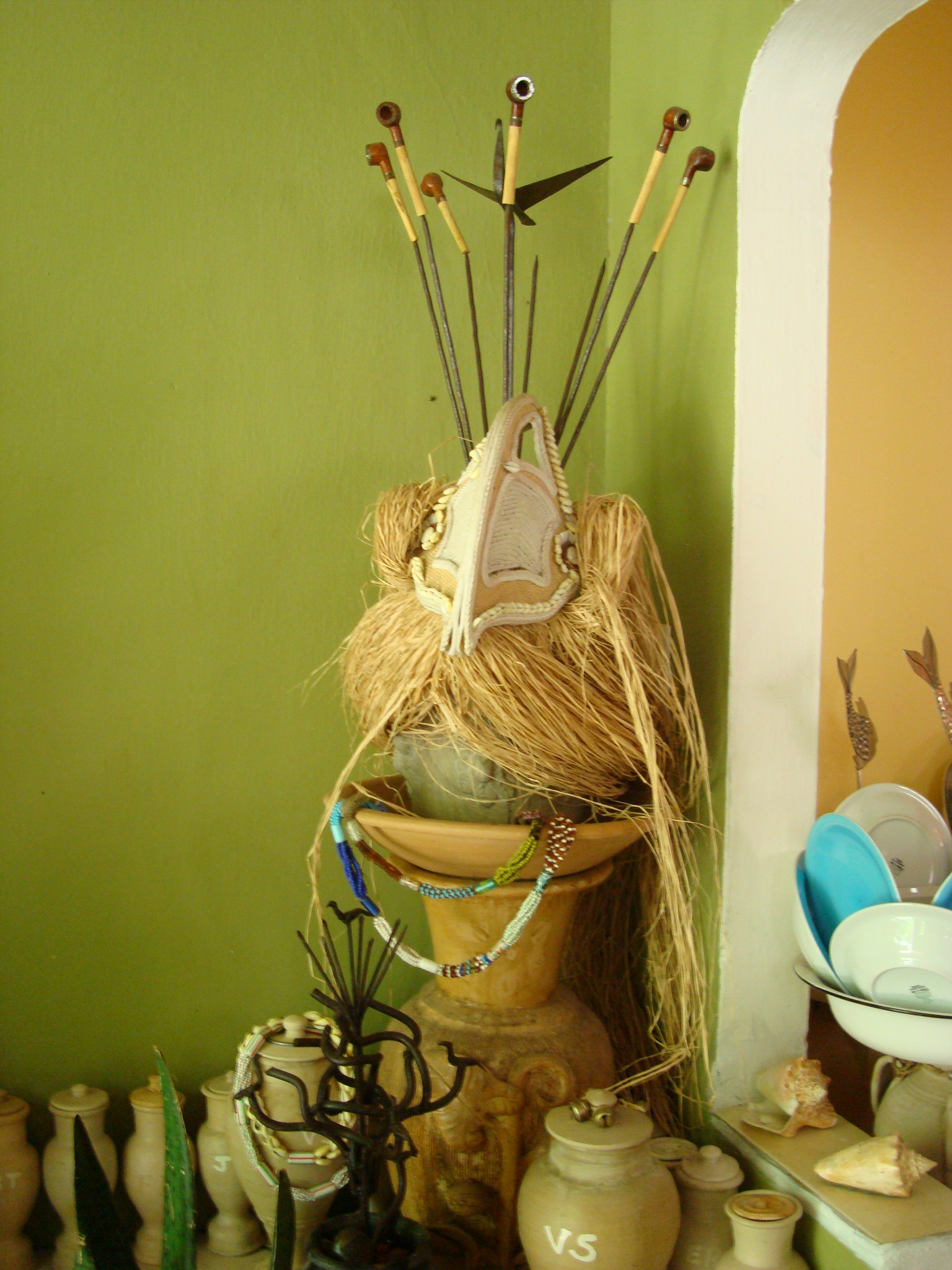
Assentamento de Ossain, Agué. No candomblé do Ilê Axé Ijino Ilu Oróssi

Ibá de Ossain (em iorubá: Igba ọ̀sanyìn) ou assentamento de Ossain são construídos com recipientes de barro como alguidar, quartinha, talha etc.

## Confecção
Sobreposto em um alguidar um vaso de barro ou talha de duas ou três alças, são dispostos vários apetrechos, são encontrados vários tipos de búzios, moedas antigas de prata, cobre e níquel, vários tipos de sementes como aridã olho de boi, lelecum, bejerecum, aribé, obi, atarê orobô, miniatura de cachimbo em quantidade de sete (7) confirmando sua ligação com os odus Icá e uma argamassa com variado tipo de folha sagrada, em especial sete plantas chamadas gervão, acocô, irocô, cuncunducuncu, euê lará, peregum, Iji opé. Nesta mistura perfeita fixa um Opoçânhim (Oposayin) ou "ferramenta de Oçânhim" (uma haste central com um pássaro na ponta construído de ferro, do meio dessa haste saem sete pontas, onde são colocados os cachimbos, em baixo o sagrado apetrecho mais importante de todos os orixás, o otá.
Geralmente uma talha ou um pote bem grande contendo no mínimo quatorze (14) tipos de folha sagrada e uma pequena cabaça cheia de fumo de corda, serve de suporte para este precioso ibá orixá.